# Slottet i Caserta

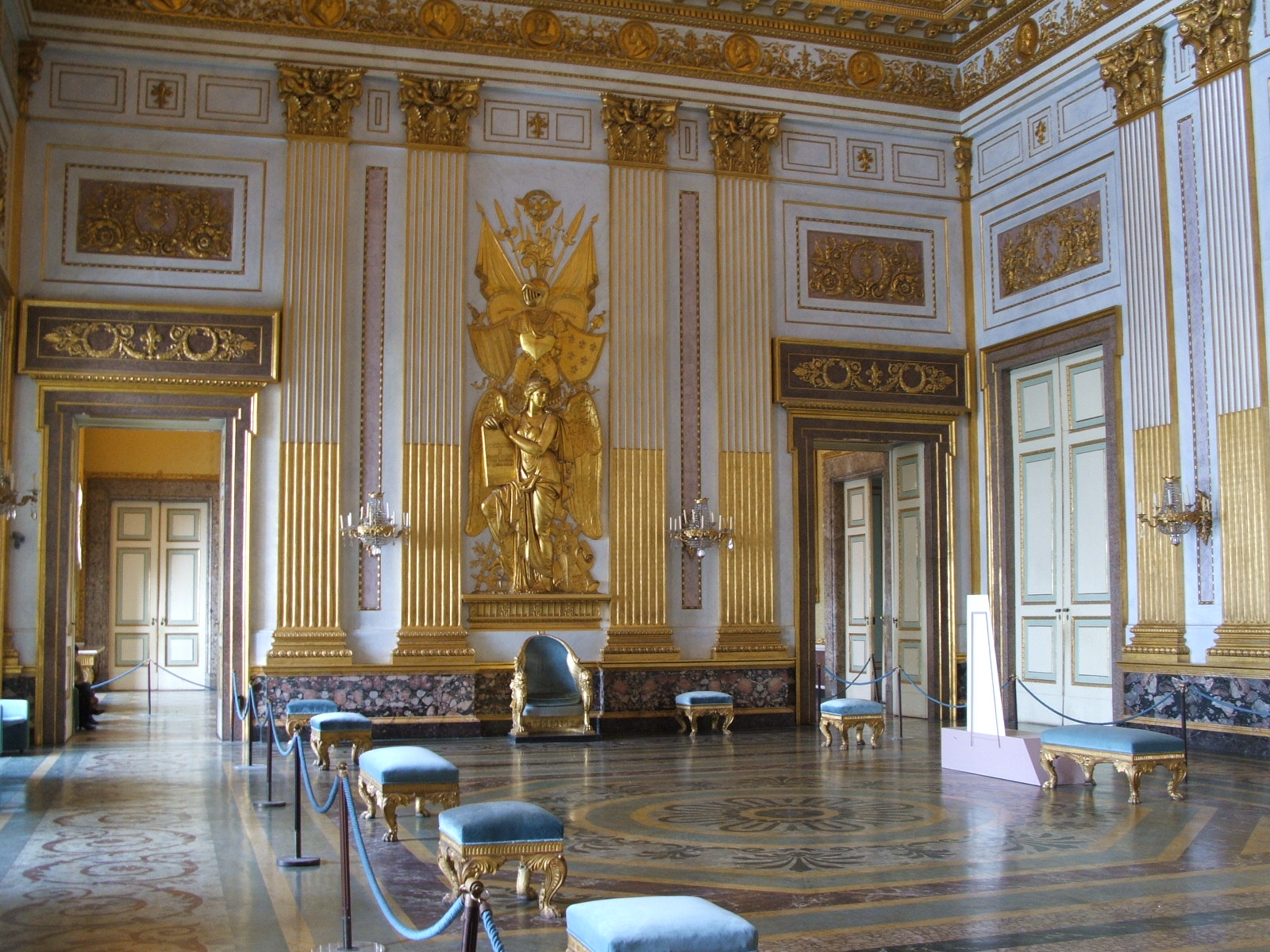
Tronsalen.

Kungliga slottet i Caserta (italienska: Reggia di Caserta) är ett före detta kungligt residens i Caserta i Kampanien i södra Italien, byggt för Huset Bourbons kungar av Neapel och därefter Bägge Sicilierna. Det var det största palatset och en av de största byggnaderna som uppfördes i Europa på 1700-talet. År 1997 fick palatset världsarvsstatus, beskrivet i sin nominering som "spektakulära Barockkonstens svansång, från vilken den fick alla särdrag som behövdes för att skapa illusionen av rundstrålande utrymme".

## Historia

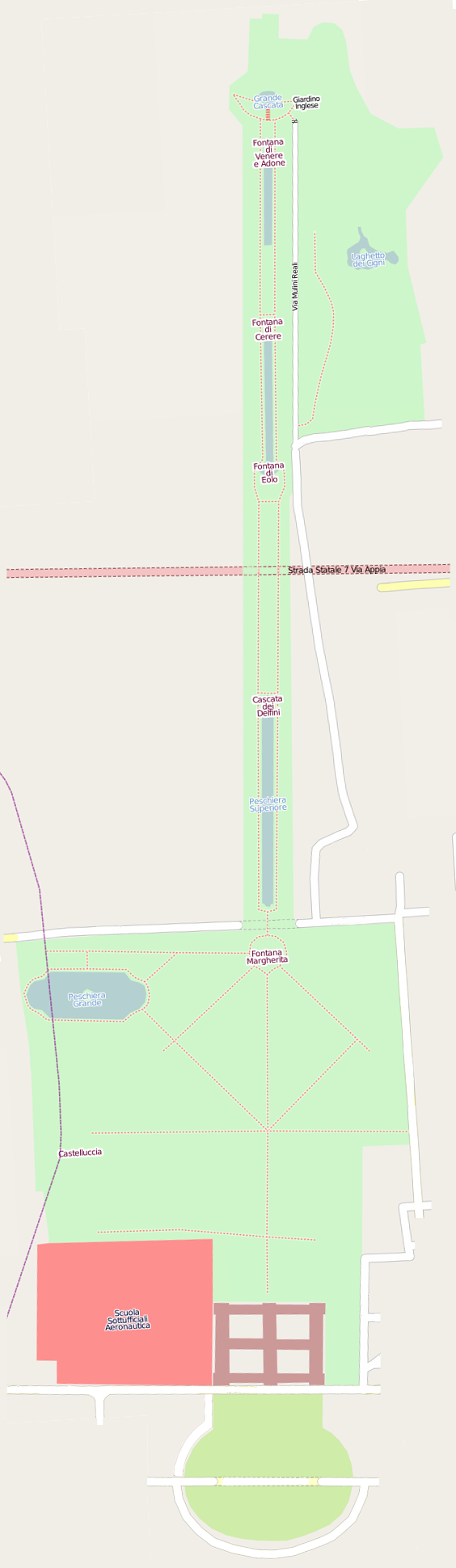
Karta

Byggandet inleddes 1752 för Karl VII av Neapel, som arbetade nära sin arkitekt Luigi Vanvitelli. Då Karl såg Vanvitellis storskaliga modell för Caserta fyllde den honom med känslan "så bra att det kan slita ut hjärtat ur bröstet". I slutänden, låg han inte en enda natt i sin Reggia, då han abdikerade 1759 för att bli kung av Spanien, och projektet att färdigställa slottet togs över av hans tredje son och efterträdare, Ferdinand IV av Neapel.
Vanvitellis inspirerades av Versailles vars stora slott också samlade kungen, domstol och regering i en massiv byggnad Palacio Real de Madrid, där Karl hade växt upp, som utformats av Filippo Juvarra för Karls far, Filip V av Spanien och Charlottenburgs slott stod också som modeller. En vidsträckt oktogonal vestibul verkar ha inspirerats av Basilica di Santa Maria della Salute i Venedig medan palatinkapellet oftast jämförs med Robert de Cottes kungliga kapell i Versailles.
Kungens huvudmål var att ha en magnifikt ny kunglig residens för hovet och administrativt centrum för kungariket på en plats skyddad från attacker från havet. När Vanvitelli dog 1773 övertogs ansvaret för byggandet av hans son Carlo som slutförde det 1780.
Slottet har omkring 1 200 rum, däribland två dussin festvåningar, ett stort bibliotek, och en teater som modellerats efter Teatro San Carlo i Neapel.  
Befolkningen i Caserta Vecchia förflyttades 10 kilometer för att få arbetskraft närmre slottet. En sidentillverkare i San Leucio var förklädd som paviljong i den väldiga parken.
En monumental aveny som skulle gå 20 km mellan palatset och Neapel var planerad men den förverkligades inte.
I april 1945 var slottet platsen för undertecknandet av de tyska trupperna ovillkorliga kapitulation i Italien. Avtalet omfattade mellan 600 000 och 900 000 soldater längs den italienska fronten inklusive trupper i delar av Österrike.

## Översikt
Palatset har en rektangulär plan som mäter 247 x 184 meter. De fyra sidorna är sammanlänkade av två ortogonala armar, som bildar fyra inre gårdsplaner, var och en drygt 3 800 m² stor.
Bakom fasaderna, med matchande segmentella längder av uthus som flankerar den enorma förgården, uppstod ett virrvarr av byggnader för att underlätta den dagliga verksamheten. Den vänstra bågen byggdes som kaserner. Här, återhämtade sig, långt senare, under andra världskriget soldater från US Fifth Army i ett "vilocenter".
Av alla kungliga residens inspirerade av slottet i Versailles, är Reggia di Caserta ett av de som mest ser ut som ursprungsmodellen: den obrutna balustradade siluetten och den korta avbrottet som ges av paviljongerna inom dess långa, något monotona fasad. Precis som i Versailles, var en stor akvedukt nödvändig för att ordna vatten för de oerhörda vattenuppvisningarna. Likt dess franska förebild, var palatset avsett att visa på styrkan och storheten hos den absoluta Bourbons monarki. En språklig oegentlighet i Caserta är att det ovan piano reale, Kungens golv, finns ett annat golv med samma storslagna praktfullhet. Enfiladen av senbarockens saloni (en serie av salar i linje med varandra) var hjärtat och regeringens säte, samt fungerade som uppvisning av nationella rikedomen. Caserta gav ett kungligt tillflyktsort från dammet och fraktionerna i huvudstaden, precis som Versaille hade frigjort Louis XIV från Paris. Läget i inlandet var lättare att försvara än det gamla kungliga palatset i Neapel, som låg vid Neapelbukten och därför var sårbar för attacker från havet. För att tillgodose kungen lämpligt skydd, lades truppkaserner inom slottet.
Den breda centrala vagnsvägen har idag inkorporerats i stadens biltrafiksystem.

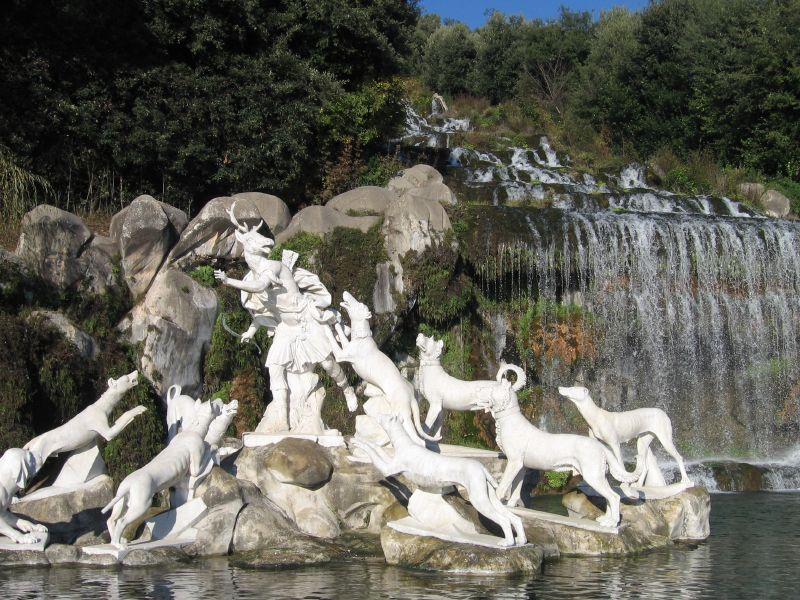
Skulpturgrupp med Actaeon vid vattenfallet.

## Slottsparken
Slottsparken, ett typexempel på barockens utvidgande av formella vyer, breder ut sig över 120 ha, delvis på kuperad terräng. Den är inspirerad av Versailles park, men betraktas allmänt som överlägsen i skönhet. Parken börjar vid baksidans fasad och flankerar en lång alle med konstgjorda fontäner och vattenfall. Det finns en engelsk trädgård i den övre delen skapad på 1780-talet av Carlo Vanvitelli och den London-utbildade trädgårds-skaparen John Graefer, rekommenderad till Sir William Hamilton av Sir Joseph Banks. Den är ett tidigt kontinentalt exempel på en "engelsk trädgård" i Lancelot "Capability" Browns smala naturalistiska smak.   
Fontänerna och vattenfallen, fyller varsin vaska ("bassäng"), med arkitektur och hydraulik av Luigi Vanvitelli i intervall längs en vid rak kanal som går till horisonten, konkurrerande med den i Peterhof utanför Sankt Petersburg. Dessa inkluderar:
- Diana och Actaeons fontän (skulpturer av Paolo Persico, Brunelli, Pietro Solari);
- Venus och Adonis fontän (1770-80);
- Delfinernas fontän (1773-80);
- Aeolus fontän;
- Ceres fontän.

En stor mängd figurer från klassiska antiken modellerades av Gaetano Salomone för Reggians park, och genomfördes av stora verkstäder.

## Inspelningsplatser
Caserta användes som platsen för Padmé Amidalas kungliga palats på Naboo i 1999 års film Star Wars: Episod I – Det mörka hotet och åter i 2002 års film Star Wars: Episod II - Klonerna anfaller som Padmé Jamillas palats. Samma rum användes även i Mission: Impossible III som Vatikanstaden. Faktum är att platsen där Lamborghinim sprängs är faktiskt torget inne i slottet.
Huvudtrappan används även i Änglar och demoner som vatikanens trappa. Mezzosopranen Cecilia Bartoli använde palatset som huvudskådeplats för filmen "L'art des castrats" som följer med hennes album "Sacrificium", tillägnad musik skriven för kastratsångare under barockens era.